# Đỗ Kỷ
Đỗ Kỷ (tên khai sinh là Phạm Đỗ Kỷ, sinh ngày 24 tháng 10 năm 1961 tại Hà Nội) là một nam đạo diễn và diễn viên sân khấu người Việt Nam. Ông được biết đến qua các bộ phim Hương đất, Nếp nhà, Người phán xử, Trái tim có nắng, Câu hỏi số 5 và Nơi giấc mơ tìm về. Ông từng là Trưởng phòng Nghệ thuật, Cục Nghệ thuật biểu diễn và Phó Giám đốc Nhà hát Kịch Việt Nam. Ông được Nhà nước phong tặng danh hiệu Nghệ sĩ Ưu tú vào năm 2011.

## Tiểu sử và sự nghiệp
Đỗ Kỷ sinh ngày 24 tháng 10 năm 1961 tại Hà Nội. Năm 1982, ông tốt nghiệp Lớp đào tạo Diễn viên Khóa I Nhà hát Kịch Việt Nam và gia nhập quân đội, lên đường nhập ngũ cùng các nghệ sĩ Trung Anh, Trọng Trinh, Quốc Khánh, Việt Thắng.  Ông được khán giả yêu phim qua màn ảnh nhỏ lại nhớ đến những tác phẩm nổi tiếng như: Bản di chúc bí ẩn, Gia phả của đất, Trái tim có nắng, Ngôi biệt thự màu tro lạnh, Câu hỏi số 5, Hương đất, Người phán xử và Cuồng phong. Nhưng ông nổi tiếng và biết đến gần gũi với khán giả nhất phải nói đến bộ phim Nếp nhà đóng cặp vợ chồng già với NSND Lan Hương chính là vợ ngoài đời của ông. Năm 2001, ông giữ chức Phó Giám đốc Nhà hát Kịch Việt Nam. Hiện ông đang là Trưởng Phòng Nghệ thuật, Cục Nghệ thuật Biểu diễn, Bộ Văn hóa - Thể thao và Du lịch. Năm 2022, ông chính thức nghỉ hưu theo chế độ.

## Đời tư
Đỗ Kỷ kết hôn với NSND Lan Hương năm 27 tuổi. Cặp vợ chồng nghệ sĩ có hai con trai, con trai lớn đã lập gia đình và có 2 con gái. Người con trai út chưa lập gia đình và hiện đang học tập ở nước ngoài.

## Danh sách tác phẩm

### Với vai trò diễn viên
| Năm  | Tác phẩm                          | Vai diễn                                   | Đạo diễn                                                  | Kênh     | Nguồn                                                   |
| ---- | --------------------------------- | ------------------------------------------ | --------------------------------------------------------- | -------- | ------------------------------------------------------- |
| 1995 | Nước mắt đàn bà                   |                                            | Trịnh Thanh Nhã                                           | VTV1     |                                                         |
| 1995 | Với anh chiến tranh chưa kết thúc |                                            | Nguyễn Khải Hưng                                          | H1       |                                                         |
| 1995 | Khúc nhạc tuổi thơ                |                                            | Nguyễn Thế Hồng                                           | VTV1     |                                                         |
| 1996 | Những người sống bên tôi (phần 2) |                                            | Đặng Tất Bình                                             | VTV3     | [ 10 ] [ 11 ] [ 12 ]                                    |
| 1996 | Con sẽ là cô chủ                  |                                            | Hà Lê Sơn                                                 | H1       | [ 13 ]                                                  |
| 1996 | Vàng sa khoáng                    |                                            | Nguyễn Thế Hồng                                           | VTV3     |                                                         |
| 1996 | Sống mãi với thủ đô               | Chủ tịch Ủy ban Kháng chiến Liên khu I     | Lê Đức Tiến - Nguyễn Thế Vĩnh                             | H1       | [ 14 ]                                                  |
| 1996 | Nước mắt thời mở cửa              | Trợ lý giâm đốc                            | Lưu Trọng Ninh                                            | Điện Ảnh | [ 15 ]                                                  |
| 1996 | Suối Ngàn Lau chảy mãi            | Hòa                                        | Nguyễn Hinh Anh                                           | VTV3     |                                                         |
| 1997 | Bông cúc tím                      | Thứ                                        | Nguyễn Hữu Phần                                           | VTV3     |                                                         |
| 1998 | Liệu pháp tình yêu                | Bác sĩ Quỳnh                               | Xuân Sơn                                                  | VTV3     |                                                         |
| 2001 | Mùa lá rụng                       | Tự                                         | Trần Quốc Trọng                                           | VTV3     | [ 16 ] [ 17 ] [ 18 ] [ 19 ]                             |
| 2005 | Vượt qua thử thách                |                                            | Phi Tiến Sơn - Nguyễn Hữu Luyện - Trịnh Lê Phong          | VTV3     |                                                         |
| 2005 | Hương đất                         | Chừng                                      | Trần Quốc Trọng                                           | VTV3     |                                                         |
| 2006 | Gió đại ngàn                      |                                            | Đỗ Chí Hướng                                              | VTV3     |                                                         |
| 2008 | Gió làng Kình                     | Chuông                                     | Nguyễn Hữu Phần - Bùi Thọ Thịnh                           | VTV1     | [ 20 ] [ 21 ] [ 22 ] [ 23 ] [ 24 ] [ 25 ] [ 26 ] [ 27 ] |
| 2009 | Ngõ lỗ thủng                      | Ron                                        | Trần Quốc Trọng                                           | VTV1     | [ 28 ]                                                  |
| 2010 | Cuồng phong                       | Ông Quân                                   | Bùi Huy Thuần                                             | VTV1     | [ 29 ] [ 30 ] [ 31 ]                                    |
| 2010 | Nếp nhà                           | Khải                                       | Vũ Trường Khoa                                            | VTV1     |                                                         |
| 2010 | Những sắc màu lặng lẽ             | An                                         | Triệu Tuấn                                                | SCTV14   |                                                         |
| 2011 | Ngôi biệt thự màu tro lạnh        | Thái                                       | Bùi Huy Thuần - Bùi Quốc Việt                             | VTV1     | [ 32 ] [ 33 ] [ 34 ] [ 35 ] [ 36 ]                      |
| 2013 | Bản di chúc bí ẩn                 | Thế Mạc                                    | Trịnh Lê Phong                                            | VTV3     | [ 37 ] [ 38 ]                                           |
| 2013 | Thái sư Trần Thủ Độ               | Đỗ Kính Tu                                 | Đào Duy Phúc                                              | VTV1     | [ 39 ] [ 40 ] [ 41 ] [ 42 ]                             |
| 2014 | Con thuyền số phận                | Ông Huân                                   | Trần Trọng Khôi - Trần Quốc Trọng                         | VTV1     |                                                         |
| 2014 | Bánh đúc có xương                 | Ông Duy                                    | Đặng Thái Huyền                                           | VTV1     | [ 43 ]                                                  |
| 2014 | Trái tim có nắng                  | Ông Đức                                    | Bùi Tiến Huy - Nguyễn Đức Hiếu                            | VTV3     | [ 44 ] [ 45 ] [ 46 ]                                    |
| 2015 | Những cánh hoa trước gió          | Giám đốc                                   | Đỗ Chí Hướng                                              | VTV6     |                                                         |
| 2015 | Câu hỏi số 5                      | Đại tá Lê Bá Thiết                         | Bùi Quốc Việt                                             | VTV3     | [ 47 ] [ 48 ]                                           |
| 2016 | Gia phả của đất                   | Trần Sinh (Bí thư Huyện ủy)                | Trần Quốc Trọng                                           | VTV1     |                                                         |
| 2017 | Người phán xử                     | Vũ Bắc                                     | NSƯT Nguyễn Mai Hiền - Nguyễn Khải Anh - Nguyễn Danh Dũng | VTV3     |                                                         |
| 2019 | Sinh tử                           | Vũ Ngọc Phạm                               | Nguyễn Khải Hưng - NSƯT Nguyễn Mai Hiền                   | VTV1     |                                                         |
| 2020 | Tình yêu và tham vọng             | Ông Thọ                                    | Bùi Tiến Huy                                              | VTV3     |                                                         |
| 2020 | Hồ sơ cá sấu                      | Ông Huynh                                  | NSƯT Nguyễn Mai Hiền                                      | VTV3     | [ 49 ]                                                  |
| 2022 | Đấu trí                           | Ông Đường                                  | Nguyễn Danh Dũng                                          | VTV1     |                                                         |
| 2022 | Hành trình công lý                | Phó Viện trưởng Viện Kiểm sát tỉnh Việt An | NSUT Nguyễn Mai Hiền                                      | VTV3     |                                                         |
| 2023 | Nơi giấc mơ tìm về                | Ông Kình                                   | Trịnh Lê Phong                                            | VTV1     |                                                         |
| 2023 | Gia đình mình vui bất thình lình  | Tổ trưởng dân phố                          | Nguyễn Đức Hiếu - Lê Đỗ Ngọc Linh                         | VTV3     |                                                         |
| 2024 | Những nẻo đường gần xa            | Bố Yên                                     | NSƯT Nguyễn Mai Hiền                                      | VTV1     |                                                         |
| 2024 | Hà Nội trong mắt em               | Ông Triệu                                  | Tôn Nguyễn                                                | H1       |                                                         |
| 2025 | Dịu dàng màu nắng                 | Ông Sơn                                    | Bùi Quốc Việt                                             | VTV1     |                                                         |

### Với vai trò đạo diễn
| Năm  | Tác phẩm                  | Tác giả        | Nguồn  |
| ---- | ------------------------- | -------------- | ------ |
| 1999 | Hoa cúc xanh trên đầm lầy |                | [ 50 ] |
| 2003 | Đi tìm điều không mất     |                | [ 50 ] |
| 2005 | Chuyện vật người lính     |                | [ 50 ] |
| 2008 | Linh hồn đông lạnh        |                | [ 50 ] |
| 2021 | Thiên mệnh                | Hoàng Thanh Du | [ 2 ]  |

## Danh hiệu
- Nghệ sĩ Ưu tú (2011)

## Giải thưởng
| Năm  | Lễ trao giải                          | Tác phẩm   | Kết quả         | Nguồn  |
| ---- | ------------------------------------- | ---------- | --------------- | ------ |
| 2021 | Liên hoan Sân khấu Kịch nói Toàn quốc | Thiên mệnh | Huy chương vàng | [ 51 ] |